# Hrihorij Dmytrenko
Hrihorij Dmytrenko, född den 1 juli 1945 i Sloboda-V'iazivka i Ukrainska SSR, Sovjetunionen, är en sovjetisk och därefter ukrainsk roddare.
Han tog OS-brons i åtta med styrman i samband med de olympiska roddtävlingarna 1980 i Moskva.